# Bučinci
Bučinci é uma aldeia localizada no município de Ilinden, na República da Macedônia do Norte.